# Saccharimètre
Un saccharimètre est un instrument de mesure de la concentration de sucre dans une solution. 
Ceci est généralement réalisé en utilisant une mesure de l'indice de réfraction (réfractomètre) ou l'angle de rotation de la polarisation de sucres optiquement actifs (polarimètre).
Les saccharimètres sont utilisés dans les industries de transformation des aliments, de la brasserie et de l’industrie des boissons alcoolisées distillées.

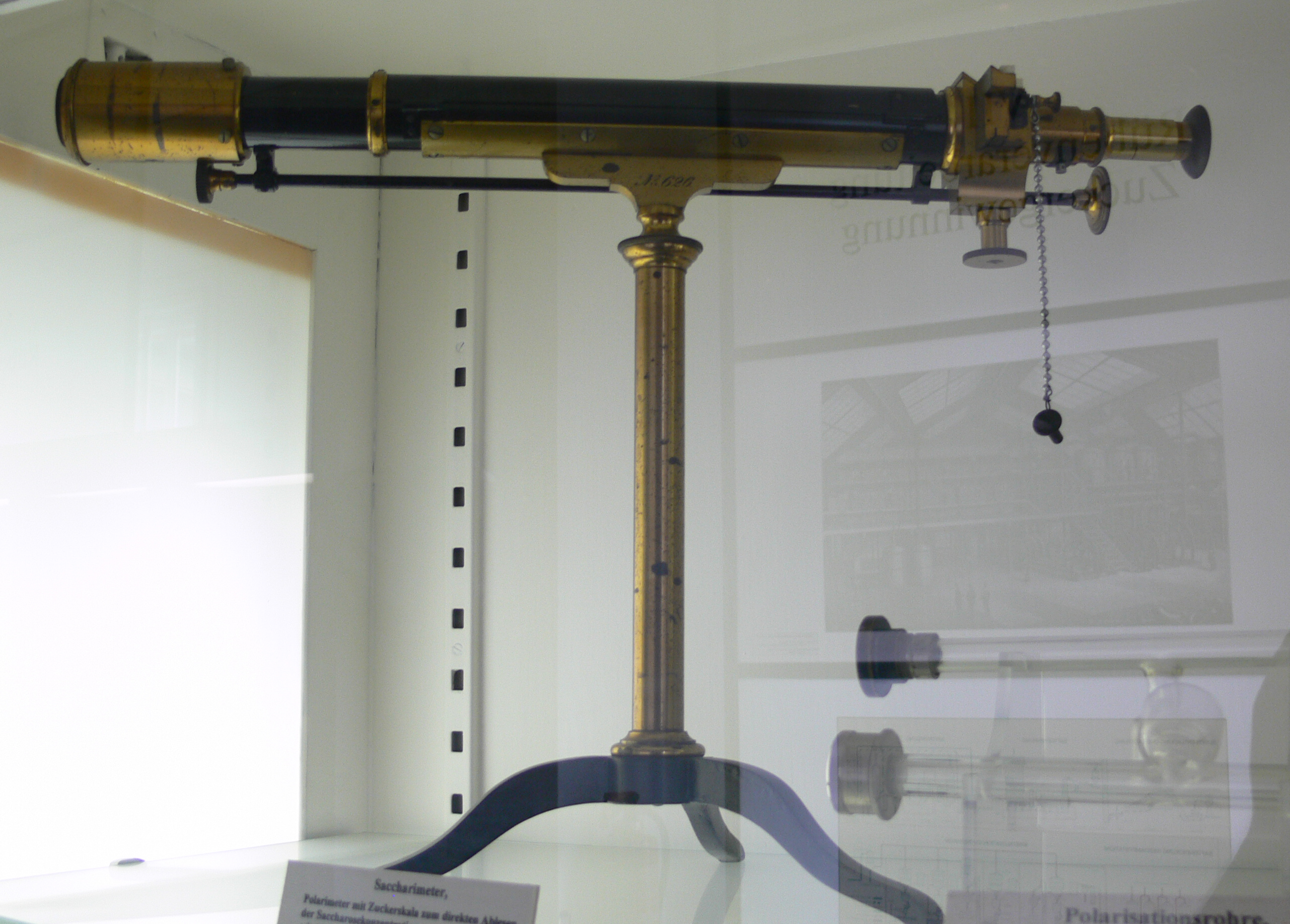
Un saccharimètre au Musée du sucre de Berlin.
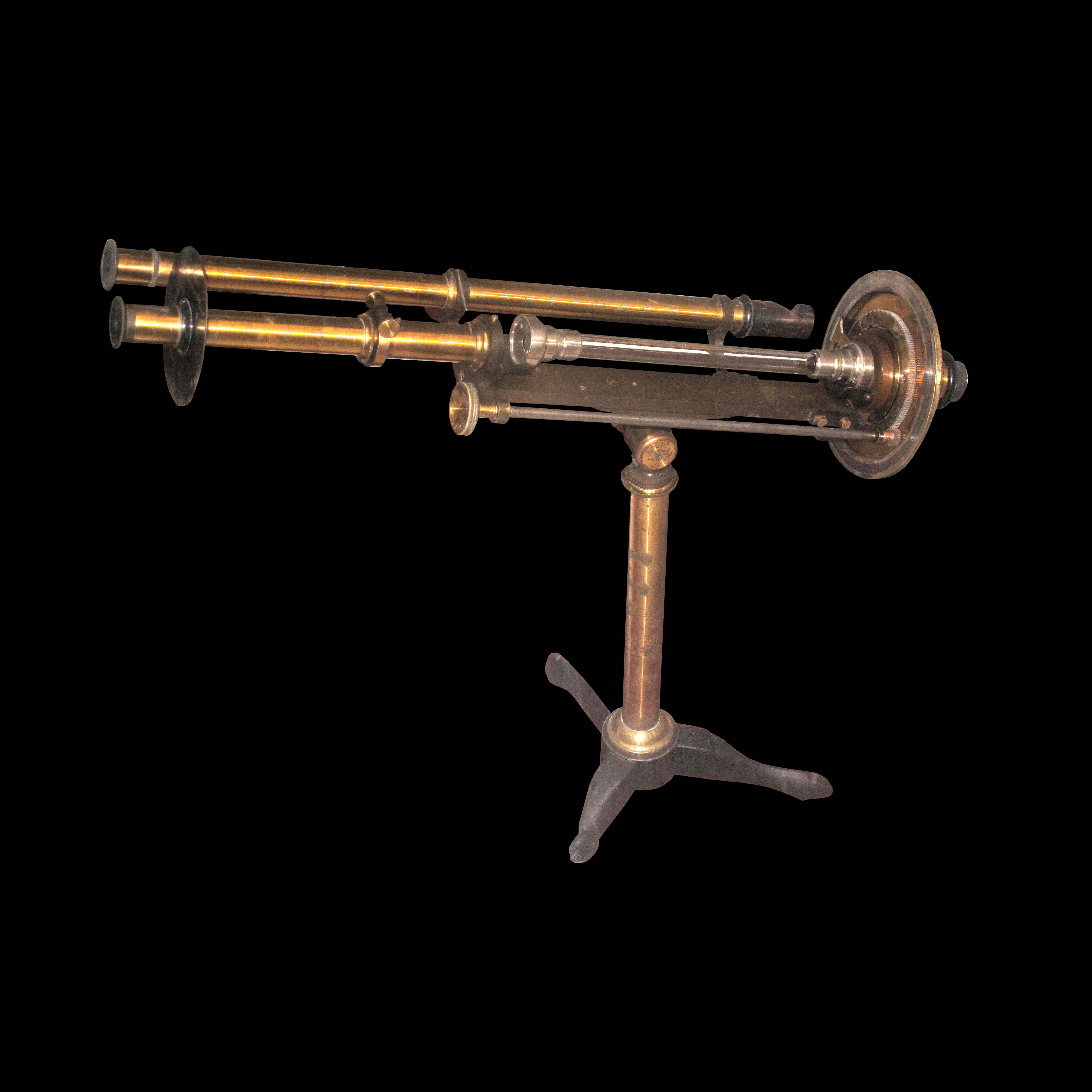
Saccharimètre au musée de physique de l'École polytechnique fédérale de Lausanne.
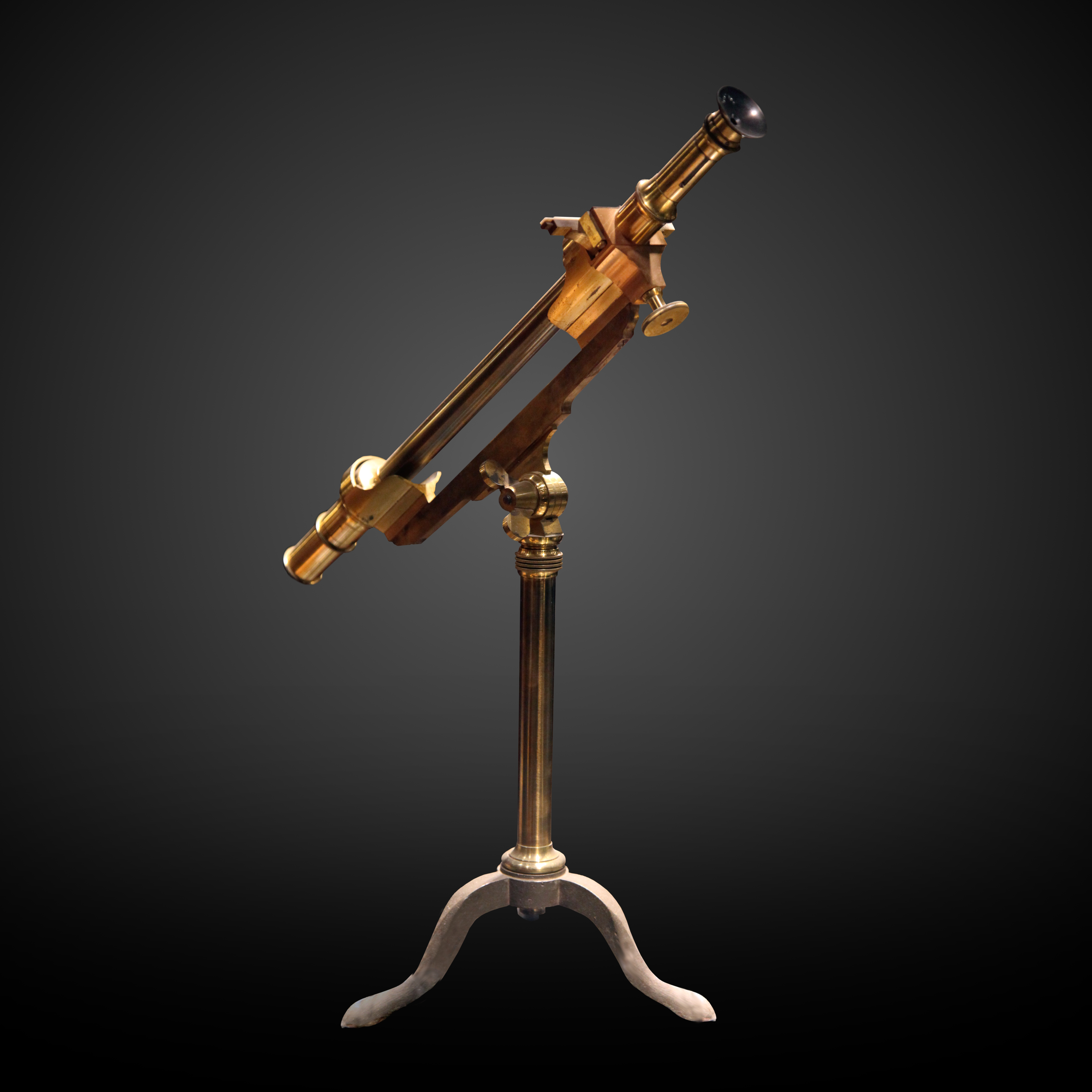
Saccharimètre Soleil exposé au Palais de la découverte.
- Fonctionnement d'un saccharimètre.